# Francis Xavier Hiroaki Nakano
Francis Xavier Hiroaki Nakano (ur. 15 kwietnia 1951 w Kagoshimie) – japoński duchowny rzymskokatolicki, od 2018 biskup Kagoshimy.

## Życiorys
Święcenia kapłańskie przyjął 2 kwietnia 1978 i uzyskał inkardynację do diecezji Kagoshima. Przez wiele lat pracował jako duszpasterz parafialny, był także m.in. sekretarzem biskupim oraz kanclerzem kurii. W 2011 został skierowany w charakterze wychowawcy do Japan Catholic Seminary. W 2013 został wicerektorem tej uczelni, a cztery lata później jej rektorem.
7 lipca 2018 papież Franciszek mianował go biskupem Kagoshimy. Sakry biskupiej udzielił mu 8 października 2018 biskup Paul Kenjirō Kōriyama.